# Жички благовесник
Жички благовесник је часопис Епархије жичке.

## О часопису
Жички благовесник је часопис Епархије жичке, покренут на иницијативу владике Николаја Велимировића. Први број изашао је 1918. године у Чачку, тада седишту Жичке епархије под називом "Преглед цркве епархије Жичке". Као полуслужбени орган свештенства Жичке епархије (како стоји у поднаслову), „Преглед" је излазио 20 година, све до 1938, када мења назив у „Жички благовесник“.

## Историјат
Као што стоји у уводу првог броја „Жичког благовесника“, „Преглед“ је током двадесет година био доступан искључиво свештенству Епархије жичке и малом броју свештеника других епархија. Световна лица готово да нису уопште знала за постојање оваквог часописа. 
Током година интересовање за садржај часописа, на изненађење многих, расте, па је тираж у коме је штампан морао бити већи. Структура читалаца такође се лагано мења. То сада више нису искључиво свештеници и монаси већ и обичан народ тзв. „световњаци“. На ово је утицао пораст броја становника у Епархији током два рата, али и све већи проценат писмености. 
Због свега часопис је постепено морао да претрпи извесне промене и да прилагоди садржај новим читаоцима, али да се при том држи свог примарног циља – да чува и шири Свето Јеванђеље. Због великог броја часописа (не само црквених) сличног или истог назива „Преглед“ уредништво је одлучило да промени назив свом часопису. Тако је „Преглед цркве Епархије жичке“ добио достојног наследника у „Жичком благовеснику“, часопису чији је назив недвосмислено указивао на сврху постојања оваквих издања, али и наглашавао чврсту везу са манастиром Жича, местом одакле се ширила српска средњовековна филозофска мисао.
Лист је излазио једном месечно, истом динамиком као и „Преглед“. Прве године (1939) изашло је седам бројева. Током 1940. године часопис је излазио у континуитету свих дванаест месеци, да би 1941. године, због рата и велике немаштине, публикован само јануарски и фебруарски број.
На иницијативу владике жичког г. Стефана Боце, поновно издавање “Жичког благовесника“ започело 1997. године. Визуелни идентитет је промењен, али је часопис остао веран идејама и циљевима првих уредника и сарадника  
Данас часопис са благословом Његовог Преосвештенства Епископа жичког г. Јустина излази четири пута годишње. Текстовима и изгледом настоји да оствари мисиолошку улогу коју је Свети Николај Жички поставио као путоказ кроз сва времена.
Сви бројеви Жичког благовесника од 2017. до 2021. године (осим броја јул–септембар 2021. објављен као зборник “Искушана мисао Достојевског“) могу се преузету у пдф формату са сајта Епархије жичке.

## Штампарије
- Од броја 1 (1939)П.Н.Х.З. (Православна народна хришћанска заједница, "Шумадија", Крагујевац
- Од броја 6 (1940)"Студеница", Краљево

## Уредници
Од 1939. до 1940. године уредник је свештеномученик јереј Драгослав Обућина.
Од 1940. до 1941. године уредник је прота Алекса Тодоровић.
У новије време уредници часописа су, најпре, протојереј Радош Младеновић, а од 2017. године др Александар Јевтић